# Cheradi-szigetek
A Cheradi-szigetek (olasz nyelven Isole Cheradi) a Tarantói-öböl északnyugati részében helyezkednek el, Taranto partjai előtt, elválasztva a Mar Grandét (Taranto egyik beltengere) az öböltől. Két szigetből áll: San Pietro (117 hektár) és San Paolo (5 hektár).  A szigetek környékének faunája gazdag tengeri szivacsokban.
A szigetek az olasz állam tulajdonában, a haditengerészet kezelésében vannak, ezért turisták számára nem látogathatók. A San Paolo szigeten álló bázis, a Fort Laclos egy Napóleon által építtetett erődítmény bővítése során jött létre. A San Pietro szigeten egy 120 m magas antenna áll, az amerikai, az egész világot lehallgató rendszer, az Echelon részeként. 

## Fordítás
Ez a szócikk részben vagy egészben  a   Cheradi-Inseln című német Wikipédia-szócikk ezen változatának fordításán alapul.  Az eredeti cikk szerkesztőit annak laptörténete sorolja fel. Ez a jelzés csupán a megfogalmazás eredetét és a szerzői jogokat jelzi, nem szolgál a cikkben szereplő információk forrásmegjelöléseként.